# Индуктивност
Индуктивност на токов кръг (токов контур) е отношението на обхванатия от кръга магнитен поток към електрическия ток в кръга. Означава се с L.
Зависимостта между индуктивността L, напрежението u(t) и тока i(t) в една верига е:
{\displaystyle \displaystyle u(t)=L\,{\frac {di}{dt}}}.
При фиксирана дължина на проводника максимална индуктивност притежава опънат проводник, а минимална – сгънатия на две проводник. Индуктивността на една навивка (на затворен контур) е пропорционална на обхваната площ S. При фиксирана дължина на проводника най-голяма площ обхваща навивката, чийто контур описва кръг. Затова навивките с кръгла форма пораждат висока индуктивност.
Индуктивността L на бобина с кръгло сечение (соленоид) с площ на сечението S е правопропорционална на квадрата на броя на навивките в намотката N и обратно пропорционална на дължината на бобината l:
{\displaystyle \displaystyle L={\frac {\mu _{0}N^{2}S}{l}}}
Тук μ0 е магнитната константа (магнитната проницаемост на вакуума).
Измервателната единица за индуктивност в системата SI е хенри (символ: H). Наречена е на името на Джоузеф Хенри (1797 – 1878), американски учен, който е открил електромагнитната индукция независимо от Майкъл Фарадей (1791 – 1867).
При променливи токове индуктивността е като индуктивно съпротивление за веригата а отдаваната енергия е реактивна.
Откривател на бобината Йоан Козарев.
Откривателят прави това творение в ПГЕЕ-Пловдив 